# NGC 6988
NGC 6988 ist eine Spiralgalaxie vom Hubble-Typ S im Sternbild Delphin am Nordsternhimmel. Sie ist schätzungsweise 211 Millionen Lichtjahre von der Milchstraße entfernt und hat einen Durchmesser von etwa 65.000 Lichtjahren.
Das Objekt wurde am 15. August 1863 von Albert Marth entdeckt.